# 승리선
승리선(勝利線)은 조선민주주의인민공화국 라선시 선봉구역 선봉역에서 승리역을 잇는 철도 노선이다.

## 연혁
- 1990년대 승리화학연합기업소 산업선 개업

## 역 목록
- 선봉역(先鋒驛)
- 승리역(勝利驛)